# Ibrahim Selman
Ibrahim Selman (Zawite, nabij Duhok, Irak, 1952) is een Iraaks-Koerdisch genaturaliseerd Nederlandse filmmaker, een exponent van de Koerdische film. Hij is voorts acteur, schrijver en dichter. In de eerste helft van de jaren 2010 was hij stadsdeeldichter van Amsterdam-Noord.
Selman is getrouwd en woont in Amsterdam.

## Levensloop
Selman is in 1952 geboren in het Iraaks-Koerdisch dorpje Zawite, nabij Duhok. In 1961, hij was toen negen, kwamen de Iraakse Koerden onder leiding van Mustafa Barzani in opstand tegen de regering van Abdul Karim Qasim. In reactie hierop werden de Koerdische dorpen door de Iraakse luchtmacht willekeurig gebombardeerd. Zawite was een van de getroffen dorpen. Op instructie van zijn vader, die hoopte dat Selman de Koerdische zaak ooit wereldkundig zou maken, vluchtte Selman naar Bagdad. Zijn vader vocht in het Koerdische verzet en werd in december 1974 door de Iraakse militairen gedood. Selman vernam hiervan pas maanden later, toen hij na het breken van het Koerdische verzet in maart 1975 nog even naar zijn ouderlijke gebied terugkeerde.
In Baghdad werkte hij van 1972 tot 1980 als programmamaker bij de staatsomroep. Hij behaalde in 1976 een diploma in drama en acteren aan de Universiteit van Bagdad. In 1978 creëerde hij de korte tv-film Denk aan een einde aan deze show, waarvan hij zowel schrijver, regisseur en acteur was. Een jaar later schreef hij het zelf uitgevoerde solo-optreden Het lijden van een gek, een toneelstuk waarin hij blijk gaf van zijn verontwaardiging over een gelegenheid waarbij Saddam Hoessein Koerdistan bezocht en de Koerden voor hem dansten. Hij schreef en voerde er ook het toneelstuk Angst op, dat een reden werd voor zijn aanstaande vlucht. Naar de zin van regime zou hij te onafhankelijk denken en was hij in 1980 genoopt door de bergen naar Iran te vluchten. Daar werd hij door het systeem van toenmalige Ayatollah Khomeini gearresteerd. Op wonderlijke wijze zou Selman uit de situatie gered zijn en in 1981 zocht hij asiel in Nederland.
Hij vestigde zich in Amsterdam. Daar studeerde hij theaterwetenschappen aan de Universiteit van Amsterdam en was hij er drie jaar docent dramaturgie. Selman is toen ook doorgegaan met het regisseren van het toneelstuk Angst, waar hij eerder in Bagdad al mee bezig was. Hij ging toen schuil achter de partizanennaam Hivi (Koerdisch voor 'Hoop'). Selman ging voorts aan de slag als beleidsmedewerker minderheden op het Ministerie van VWS. Voor cultuur was alleen ruimte in de vrije tijd. Hij ging door met het schrijven, regisseren en acteren in films en toneelstukken, die zijn liefde voor Koerdistan uitdrukten. Zo speelde hij van 1985 tot 1987 Tussen Twee Paradijzen, een monoloog over de ambiguïteiten van het leven in de diaspora. Het van 1988 tot 1989 uitgevoerde De eeuwige officier ging over twee paar vluchtelingen die hun tijd verspillen met thee drinken en ruzie maken.
Andere werk van Selman belicht de bezetting van Koerdistan en het Koerdische verzet in Irak. Hij vestigde de aandacht op gruweldaden die tegen Koerden werden gepleegd, met name de gifgasaanval op Halabja, uitgevoerd door Iraakse straaljagers in opdracht van Saddam Hussein en waar duizenden slachtoffers vielen.

In 1991 reisde hij in opdracht van Tearfund naar Koerdisch Irak net over de grens van het Turkse Çukurca, waar zich destijds het grootste Koerdische vluchtelingenkamp op Iraaks grondgebied bevond. Hij zou er voor het eerst in tien jaar zijn broer en twee zussen wederzien. De status van zijn moeder was toen ongewis. Datzelfde jaar maakte Selman nog Drie gedaanten van een bergmens die zeehond wil worden, dat op de Nederlandse televisie werd uitgezonden. De zwijgende reiziger (1993) was Selmans eerste lange speelfilm. Het ging in januari 1994 in première op de International Film Festival Rotterdam.

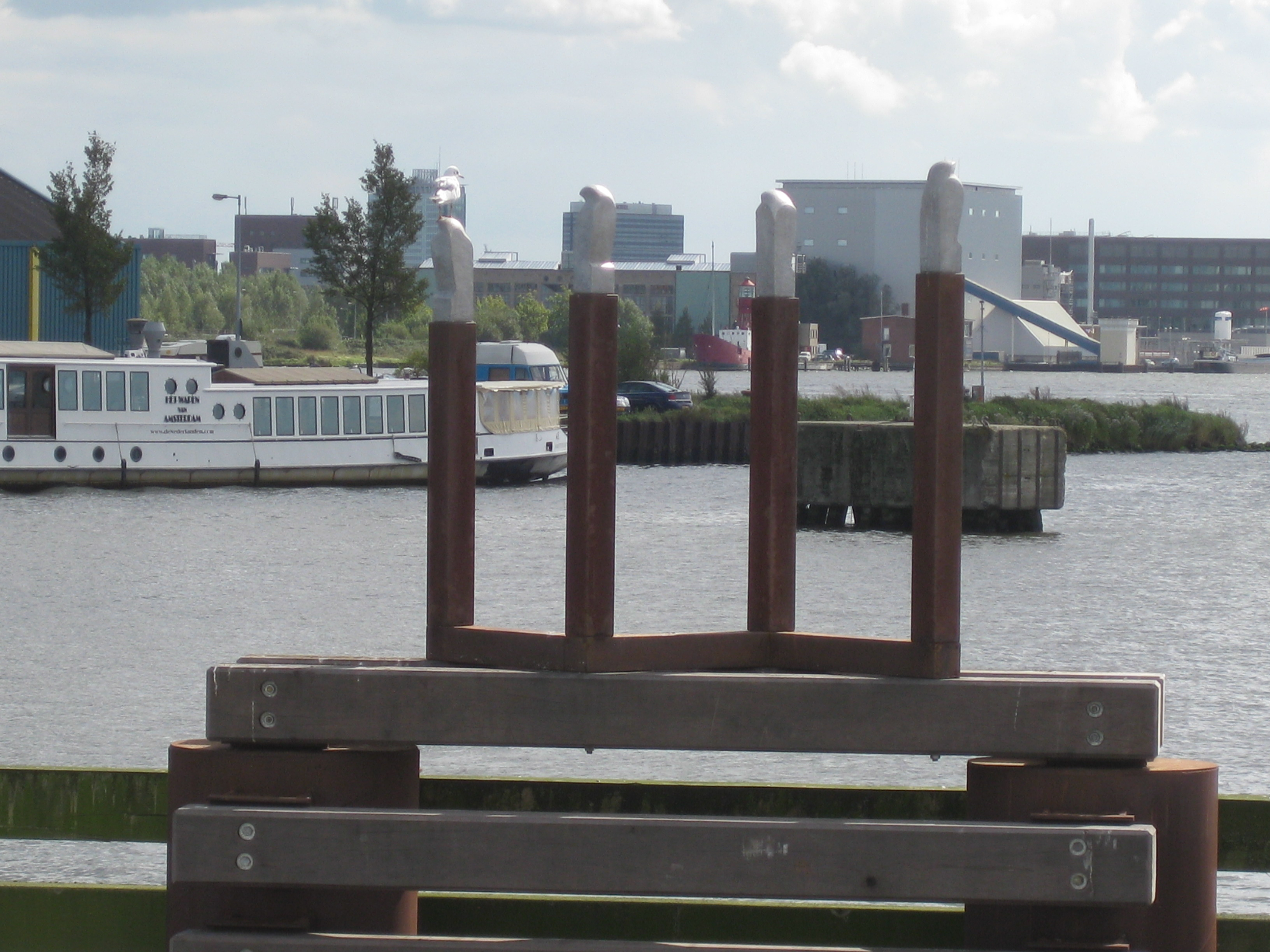
The Waiting II, van Anneke de Witte, 2001, NDSM-pier Amsterdam-Noord

Van 2011 tot 2014 was Selman stadsdeeldichter van Amsterdam-Noord. In deze functie droeg hij met gedichten bij aan publieke evenementen, zoals de onthulling van The Waiting (2011), een kunstwerk van Anneke de Witte; en de opening van het vernieuwde Waterlandplein door burgemeester Van der Laan (2013).
Selman maakte in 2020 Brief aan mijn papa, een documentaire van waarin hij afscheid neemt van zijn vader die in zijn afwezigheid vermoord was tijdens de Koerdische opstand van 1974 in Irak.

## Oeuvre

### Romans
- 2000: En de Zee Spleet in Tweeën, uitgeverij In de Knipscheer
- 2002: Ik Dacht aan Kokosnoot, uitgeverij In de Knipscheer
- 2006: Tedere Zielen, uitgeverij Prometheus
- 2010: Laatste Vlam, uitgeverij Meulenhof
- 2024: OZZY, Brave New Books

### Gedichten
- 1998: Dans van een bevroren land, gedichtenbundel, Uitgeverij De Geus.
- 2000: Vrijheid is dood, gedichtenbundel, uitgeverij In de Knipscheer
- 2007: Dapper hart gezocht: notities van een vluchteling. Een autobiografie met essays en gedichten die Selman eerder in de Nederlandse dagbladen (Trouw, NRC, Volkskrant) heeft gepubliceerd.

### Toneel
- 1979: Het lijden van een gek, solotoneel
- jaren 70-80: Angst, toneelstuk
- 1985-1987: Tussen twee paradijzen / Balling in paradijs, een monoloog over de ambiguïteiten van het leven in de diaspora.[19]
- 1987: Nathan de Wijze, Selman in de rol van Saladin.[20]
- 1987: Mem en Zin, een Oosters sprookje van Selman over de onmogelijke liefde tussen ridder Mem en Prinses Zin.[21][22][23]
- 1988-1989: De eeuwige officier[24]

### Films
- 1988: De eeuwige officier, een korte film als intro voor zijn gelijknamige toneelstuk.
- 1988: Licht in de Ankara-express, met Selman in de rol van Sadik[25]
- 1991: Drie gedaanten van een bergmens die zeehond wil worden.[11]
- 1993: De zwijgende reiziger, speelfilm[26][27][28]
- 2006: Omet, speelfilm waarin Selman produceerde, regisseerde en de hoofdrol speelde.
- 2007: Temo, vervolg op Omet
- 2020: Brief aan mijn papa, een documentaire van 75 minuten
- 2024?: Fietsrit, een poëziefilm van 5:27 minuten. Het is geselecteerd voor het Nederlands Poëzie Film Festival van 2024[29]